# Хотанцы
Хотанцы, хотанлыки (уйг. Hotenliqlər‎) — субэтнос (уйг. юрт) уйгурского народа, живущий в Хотанском оазисе. Говорят на хотанском или южном диалекте новоуйгурского языка. Антропологически относятся в большинстве к памиро-ферганскому типу европеоидной расы. Общая численность около 300 тыс.

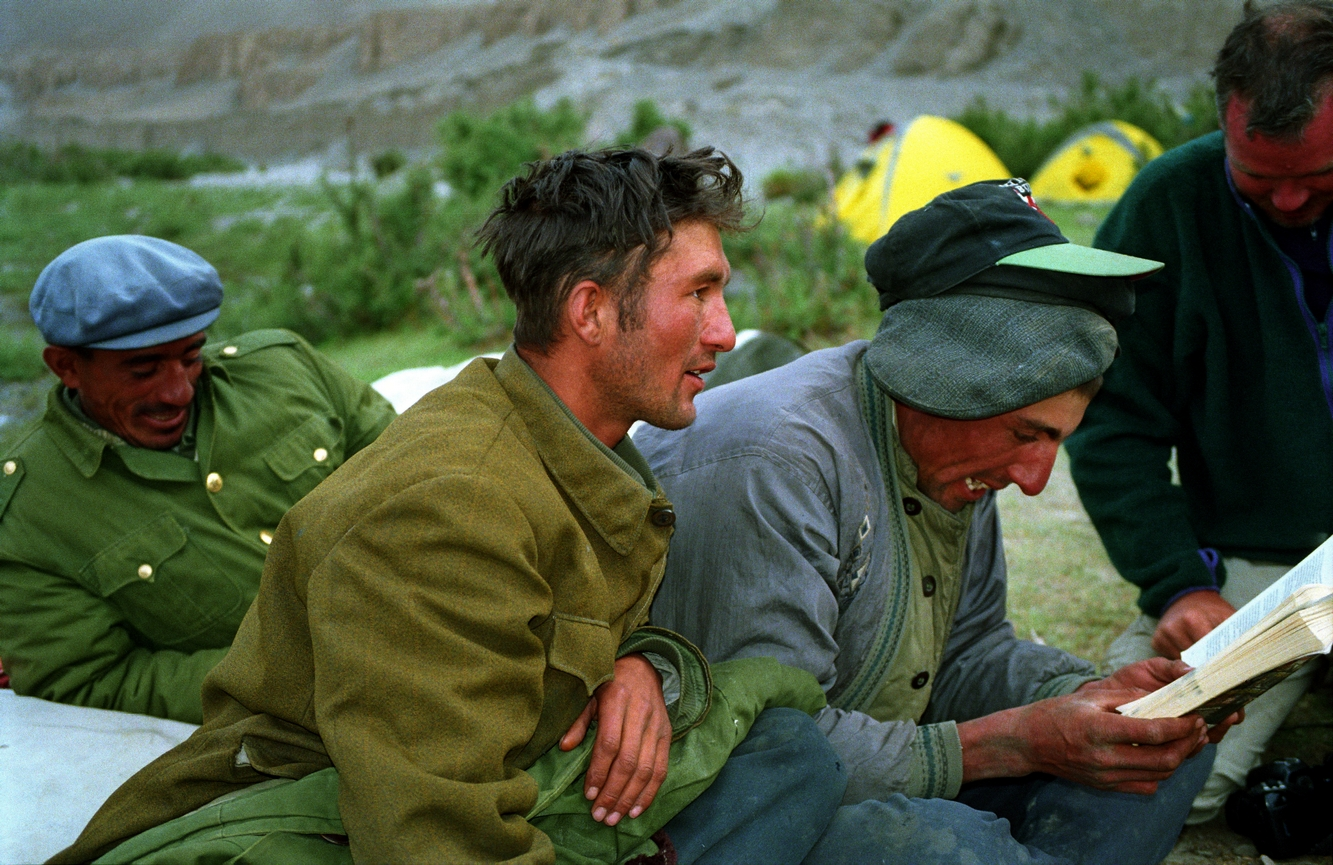
Хотанцы

| Хотанцы                  | Хотанцы                          |
| ------------------------ | -------------------------------- |
| Современное самоназвание | Hotenliqler                      |
| Численность              | ок. 300 тыс.                     |
| Расселение               | Восточный Туркестан/Хотан        |
| Язык                     | Южный говор (уйгурский язык)     |
| Религия                  | Ислам                            |
| Входит в                 | уйгурский этнос                  |
| Происхождение            | в основном Памиро-ферганский тип |

## Галерея

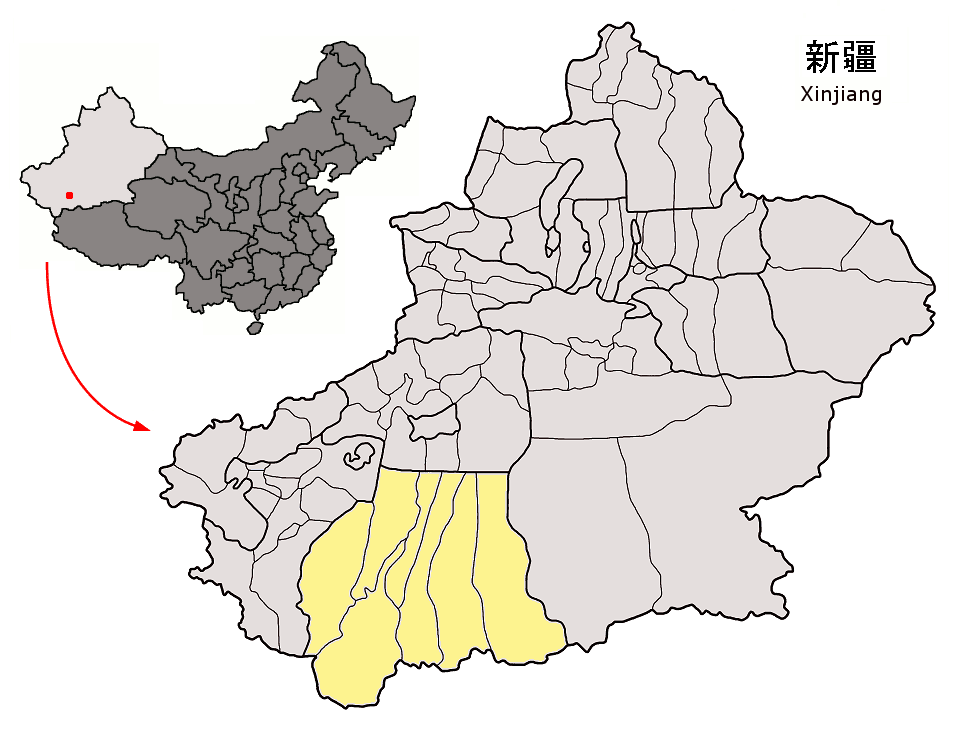
Хотанский вилаят
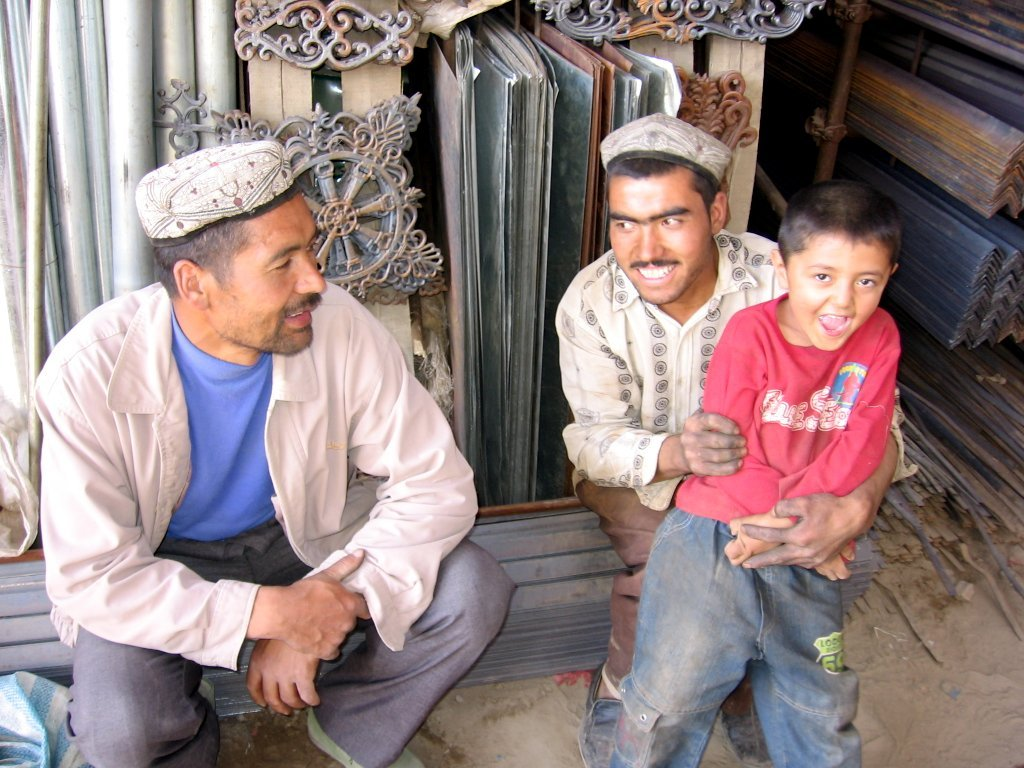
Хотанцы, торговцы
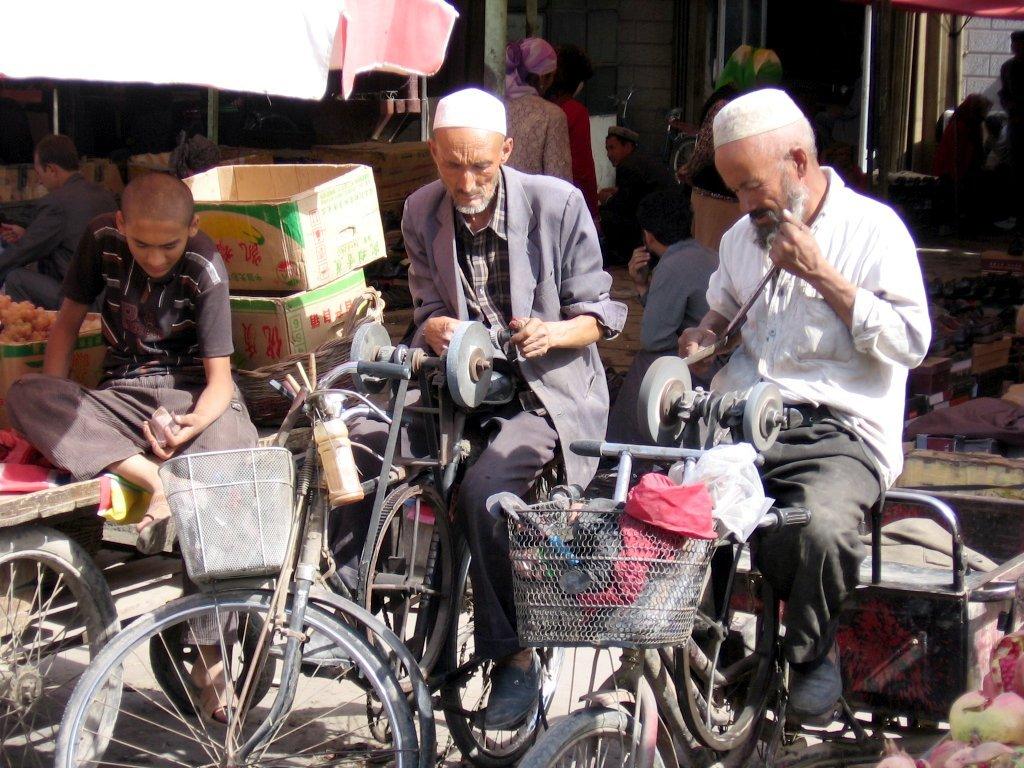
Хотанцы, точильщики ножей
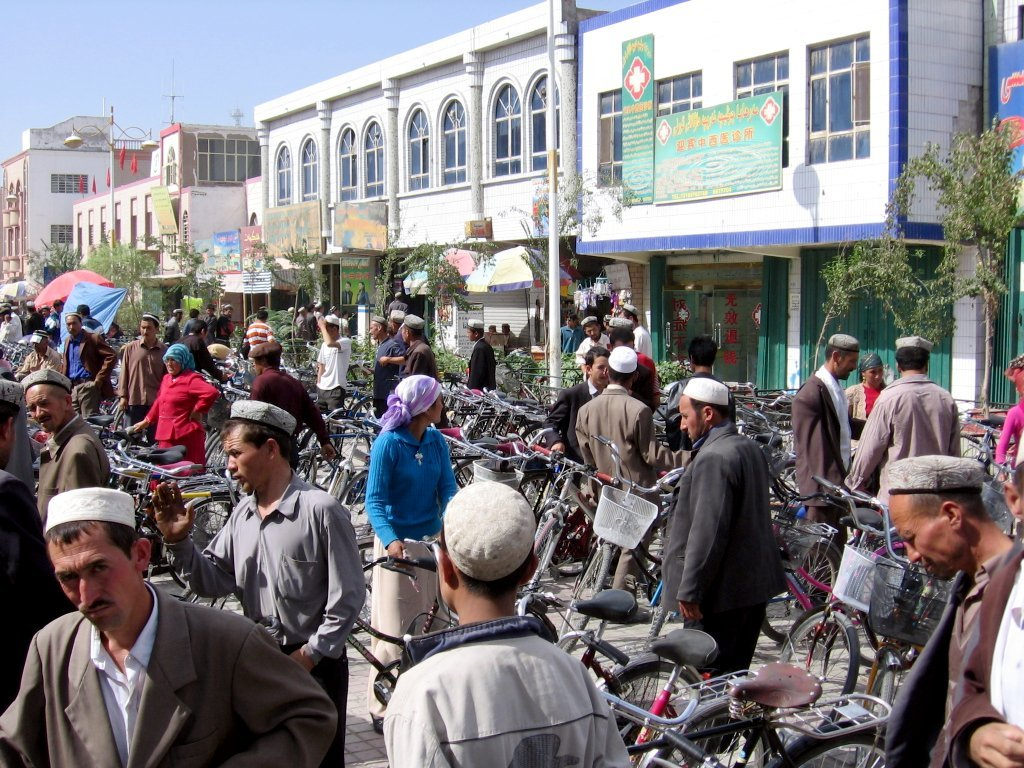
Хотанцы
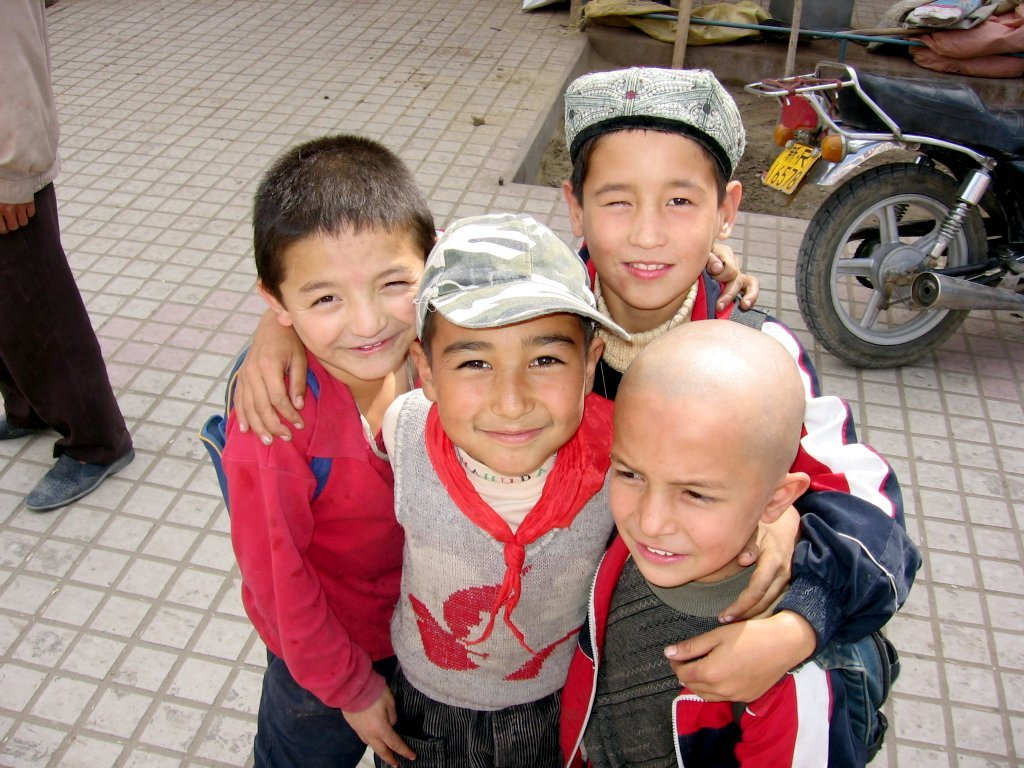
Дети
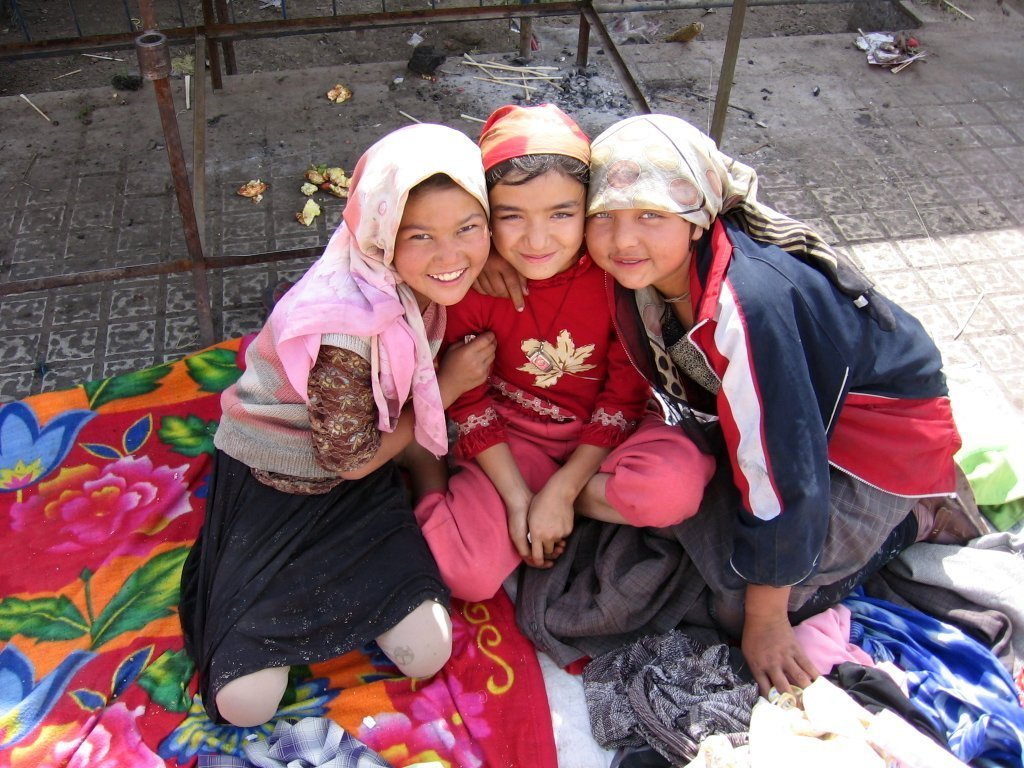
Дети
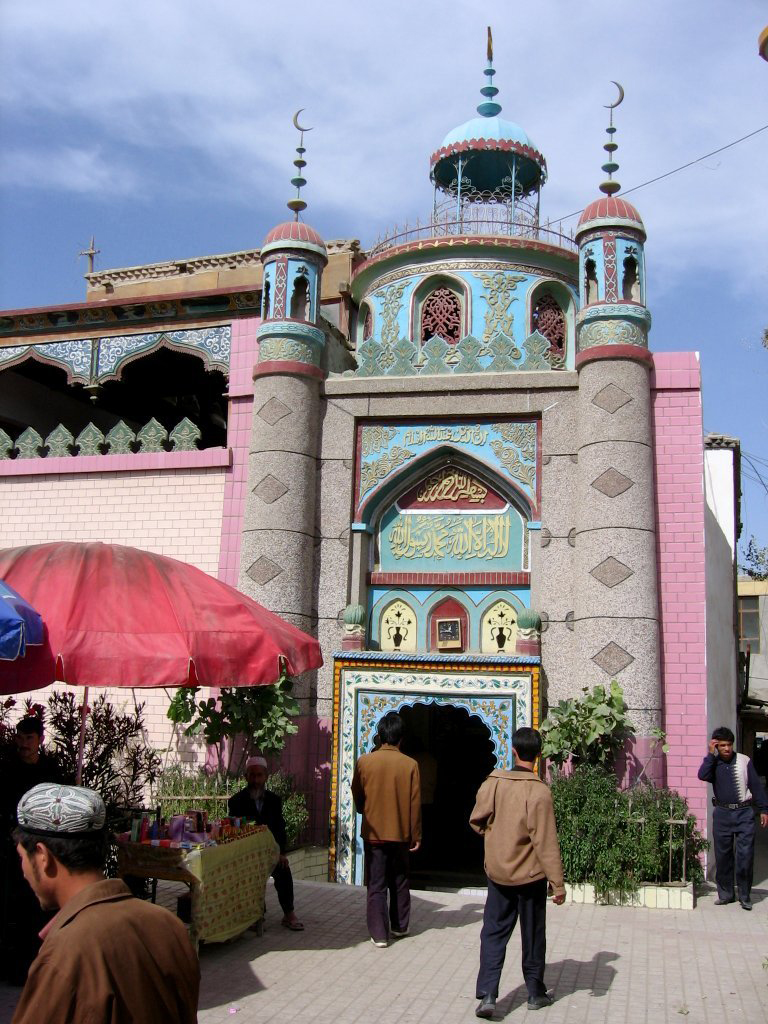
Мечеть
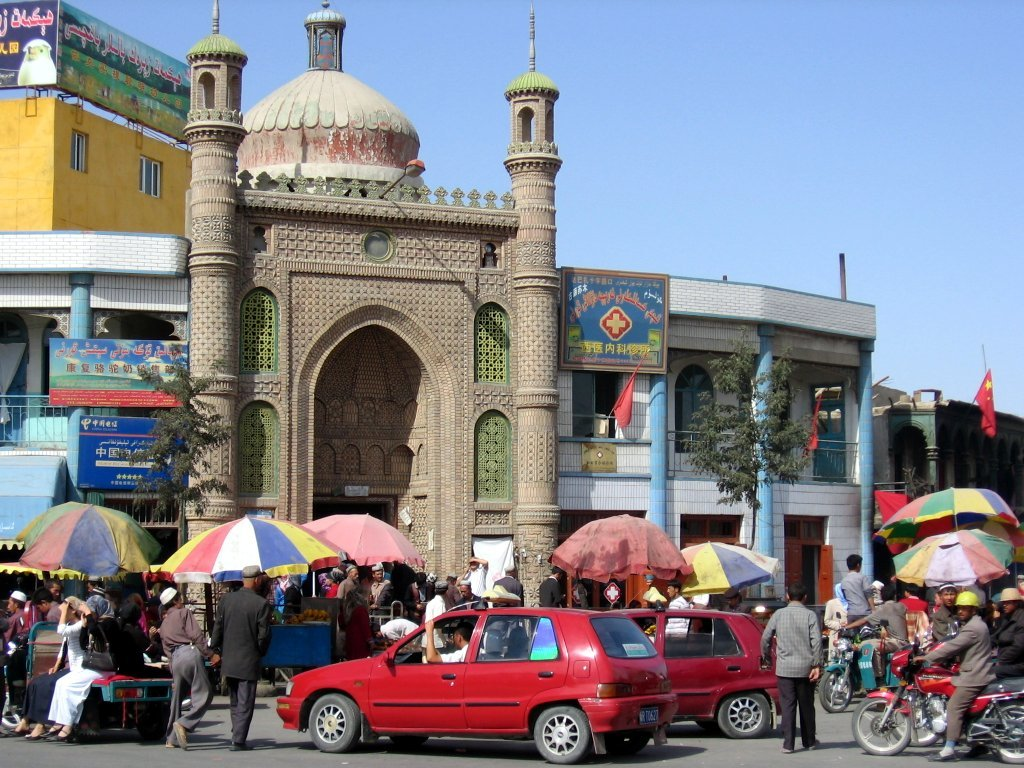
Мечеть